# پل چوبی (تهران)

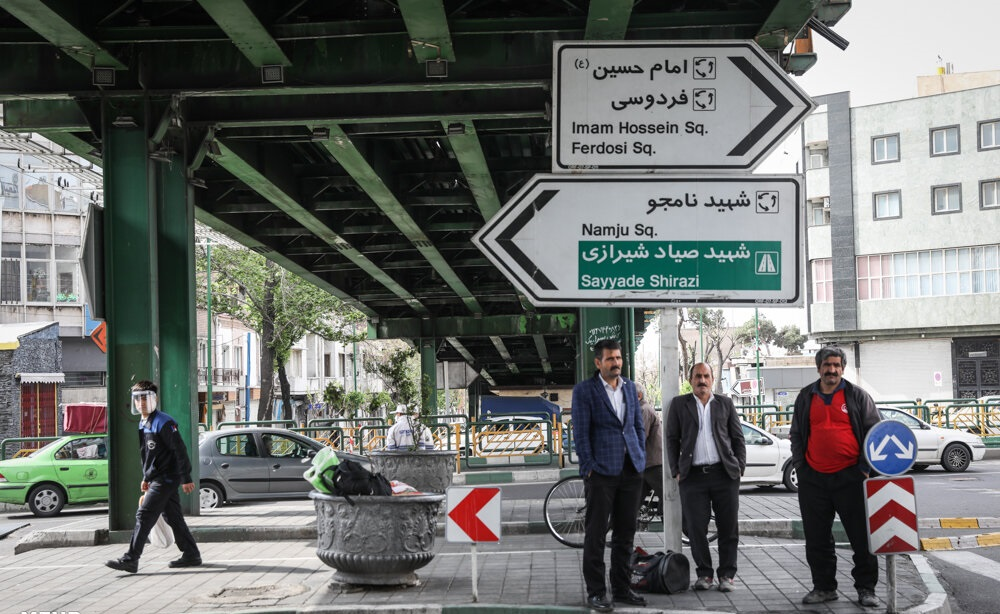

پل چوبی پلی است در مرکز شهر تهران. این پل در تقاطع خیابان انقلاب و خیابان عشرت آباد در جهت شمالی-جنوبی قرار دارد و دسترسی میدان عشرت آباد به میدان بهارستان را امکان‌پذیر می‌سازد. پیش از این که شهر تهران به شکل امروزی خود درآید، دور شهر دروازه‌هایی بنا شده بود تا دفاع از شهر ممکن باشد. یکی از این دروازه‌ها، دروازه شمیران بود با خندق‌هایی پر از آب در اطرافش که برای عبور از آن، از پلی چوبی استفاده می‌شد. امروزه از این دروازه و آن خندق پر از آب اثری نیست، اما این محل همچنان به نام پل چوبی معروف است.
همچنین نام محله‌ای است در فاصله میدان شمالی دروازه شمیران و عشرت آباد، دراین محل که تا سال‌های دهه دوم قرن شمسی حاضر خندقی بود، که بیرون دروازه شمیران قرارداشت، پلی چوبین زده بودند، که با انباشتن خندق از میان رفت، ولی نام آن به مثابه اسم محل باقی ماند.
همچنین در خیابان انقلاب ایستگاه بی‌آرتی پل چوبی از خط ۱ برای دسترسی مردم به این محله وجود دارد